# Return to the Centre of the Earth
Return to the Center of the Earth è un album di Rick Wakeman. Quest'opera è un seguito di Journey to the Centre of the Earth, un album meno recente dello stesso artista, risalente al 1974. Nell'album le tracce si alternano tra canzoni e narrazione, sempre con sfondo musicale.

## Lista delle tracce
1. A Vision (2:34)
2. The Return Overture (2:39)
3. Mother Earth (3:48)
  1. The Shadow of June
  2. The Gallery
  3. The Avenue of Prismed Light
  4. The Earthquake
4. Buried Alive (voce di Ozzy Osbourne) (6:01)
5. The Enigma (1:18)
6. Is Anybody There? (voce di Bonnie Tyler) (6:35)
7. The Ravine (0:49)
8. The Dance of a Thousand Lights (5:41)
9. The Shepherd (2:01)
10. Mr. Slow (voce di Tony Mitchell) (3:47)
11. Bridge of Time (1:12)
12. Never is a Long, Long Time (voce e chitarra di Trevor Rabin) (5:19)
13. Tales from the Lidenbrook Sea (2:57)
  1. River of Hope
  2. Hunter and Hunted
  3. Fight for Life
14. The Kill (5:23)
15. Timeless History (1:10)
16. Still Waters Run Deep (voce di Justin Hayward) (5:21)
17. Time Within Time (2:39)
  1. The Ebbing Tide
  2. The Electric Storm
18. Ride of Your Life (voce di Katrina Leskanich) (6:01)
19. Floating (1:59)
  1. Globes of Fire
  2. Cascades of Fear
20. Floodflames (2:00)
21. The Volcano (2:10)
  1. Tongues of Fire
  2. The Blue Mountains
22. The End of the Return (5:23)

## Esibizioni dal vivo
La prima esibizione dal vivo dell'album venne ospitata da Trois-Rivières in Québec, il 30 giugno del 2001. Ad esibirsi con Wakeman erano presenti anche The English Rock Ensemble, suo figlio Adam alle tastiere, il chitarrista Ant Glynne, il bassista Lee Pomeroy, e il batterista Tony Fernandez.
L'album è stato eseguito completamente il 15 luglio 2006 sui Plains of Abraham a Québec. Wakeman era accompagnato da 45 membri di orchestra sinfonica diretti da Gilles Bellemare, i Vocalys Ensemble (un coro di 20 persone), la English Rock Ensemble, vari ospiti vocali tra i quali Jon Anderson, Annie Villeneuve e Vincent Marois e una narrazione di Guy Nadon. Il tutto decorato da un ampio assortimento di maxischermi, luci e fuochi artificiali. Wakeman decise che quello spettacolo sarebbe stato il vertice della sua carriera.

## Formazione
- Rick Wakeman (tastiere)
- Justin Hayward, Katrina Leskanich, Tony Mitchell, Ozzy Osbourne, Trevor Rabin, Bonnie Tyler  (voce)
- Patrick Stewart (narrazione)
- Fraser Thorneycroft-Smith (chitarra)
- Phil Williams (basso)
- Simon Hanson (batteria)
- Orchestra Sinfonica di Londra - David Snell, direttore
- The English Chamber Choir - Guy Protheroe, direttore